# Pitt Point
Pitt Point är en udde i Antarktis. Den ligger i Västantarktis. Argentina, Chile och Storbritannien gör anspråk på området.
Terrängen inåt land är huvudsakligen kuperad, men den allra närmaste omgivningen är platt. Havet är nära Pitt Point åt sydost. Trakten är obefolkad. Det finns inga samhällen i närheten.